# Calmont (Alto Garona)
Calmont (em occitano:  Calmont) é uma comuna francesa na região administrativa da Occitânia, no departamento do Alto Garona. Estende-se por uma área de 40.27 km², com 2.362 habitantes, segundo o censo de 2018, com uma densidade de 59 hab/km².